# Бекирбаев, Тамерлан Османович
Тамерла́н Осма́нович Бекирба́ев (19 октября 1934, Махач-Кала — 13 ноября 2023) — советский и российский инженер-радиотехник крымско-татарского происхождения, изобретатель и учёный в области радиолокации, главный конструктор НИИ приборостроения им. В. В. Тихомирова (НИИП).

## Биография
Тамерлан Бекирбаев родился 19 октября 1934 года в Махачкале, в семье крымских татар. Отец - Осман Бекирбаев (уроженец города Алушта, Крым), мать - Гульнар Мансурская (уроженка города Симферополь, Крым). В 1958 году окончил Московский авиационный институт по специальности «авиационная радиотехника». С 1958 по 1966 годы инженер, старший инженер, начальник лаборатории НИИП. С 1966 по 1972 годы начальник лаборатории КБ радиостроения. С 1972 по 1977 годы начальник лаборатории, начальник отдела — заместитель начальника научно-исследовательского отделения (НИО). С 1977 года начальник НИО, главный конструктор РЛСУ «БАРС» для многофункционального самолета Су-30МК. С 1979 года — заместитель генерального конструктора по системам управления НПО «Фазотрон».
При его активном участии были созданы зенитно-ракетные комплексы «Бук», «Куб», а также системы управления вооружения «Заслон» для истребителя МиГ-31. В 1975 году был назначен главным конструктором системы управления вооружением истребителя Су-27 «Меч». В 1982 году под руководством Бекирбаева была разработана многофункциональная радиолокационная система управления вооружения РЛСУ-27 для истребителя Су-27М. При его непосредственном участии был подписан контракт между Россией и Индией на поставку 272 многофункциональных самолетов Су-30МКИ с РЛСУ «БАРС».
Под руководством Бекирбаева выросло целое поколение молодых инженеров-конструкторов. Он неоднократно представлял свои разработки на авиационно-космических выставках в Великобритании, Индии, ОАЭ, Франции и других странах.
Тамерлан Османович Бекирбаев жил и работал в Жуковском, он умер 13 ноября 2023 года.

## Награды и звания
- Премия Правительства Российской Федерации (2003)[6]
- Орден Октябрьской Революции[6]
- Орден Трудового Красного Знамени[6]
- Почётный авиастроитель СССР[6]
- Почётный радист СССР[6]
- Национальная премия «Золотая идея» (2007)[6]
- Заслуженный деятель науки и техники Московской области[7]
- Знак губернатора Московской области «Благодарю»
- Премия имени В. В. Тихомирова[6]